# Elija

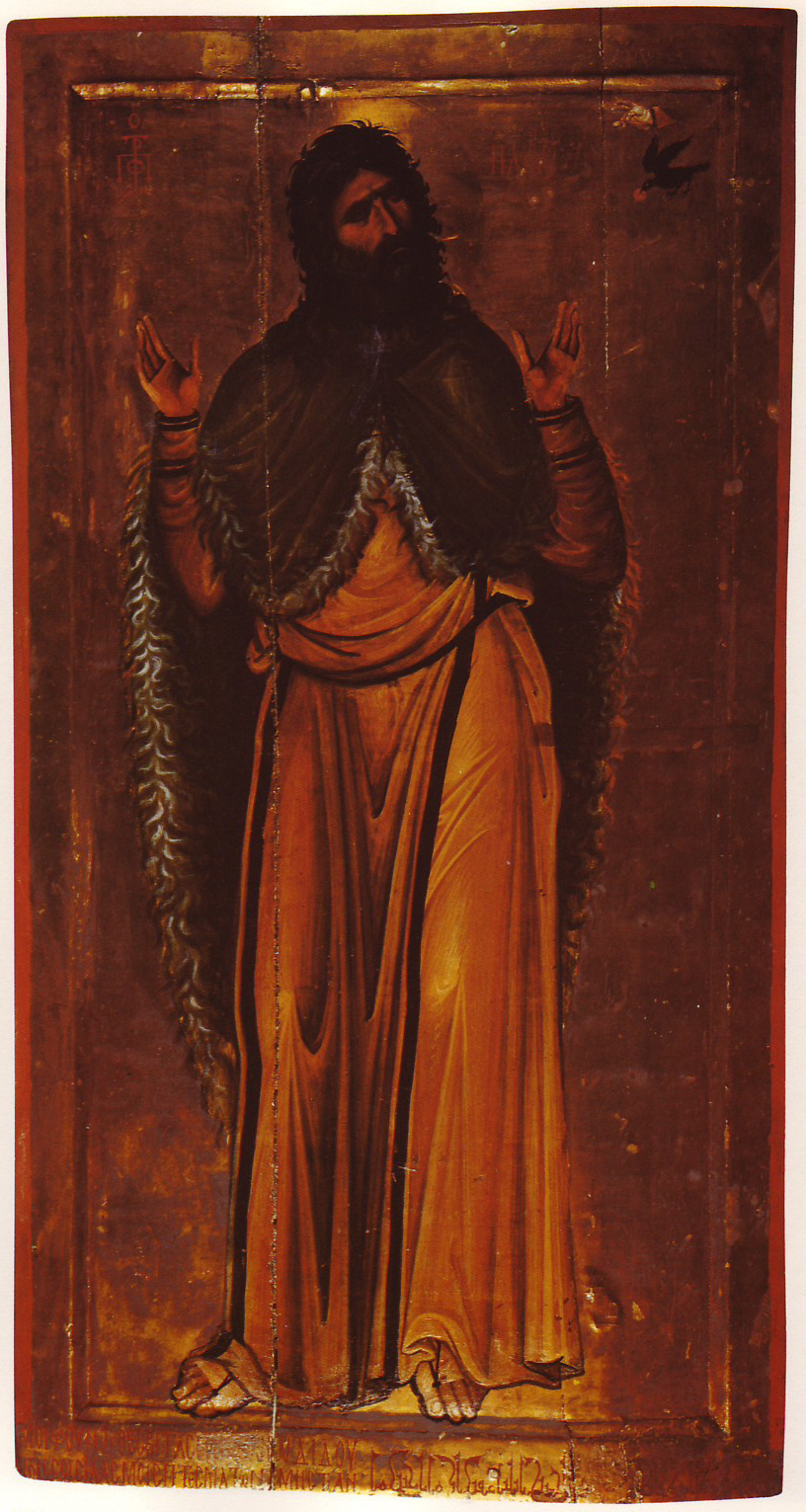
Ikone des Propheten Elija aus der Zeit um 1200 im Katharinenkloster im Sinai

Elija oder Elia (auch Elias; hebräisch אֵלִיָּהוּ ʾĒlijjā́hû, auch אֵלִיָּה ʾĒlijjâ; griechisch Ἠλίας Ēlías; arabisch إِلْيَاس ʾIlyās) ist ein biblischer Prophet, der in der Zeit der Könige Ahab und Ahasja im zweiten Viertel des 9. Jahrhunderts v. Chr. im Nordreich Israel gewirkt haben soll. Sein Name bedeutet „Mein Gott ist JHWH“.

## Tanach
Nach dem 1. Buch der Könige stammt Elija aus Tischbe im Ostjordanland, das zum Nordreich Israel gehörte. Er wird daher als Tischbiter bezeichnet, das heißt, er gehört zu den Israeliten ohne Grundbesitz. Er gehörte also zu den ersten Benachteiligten des im 9. Jahrhundert v. Chr. in Israel entstandenen Großgrundbesitztums.
In Maleachi, Kapitel 3, Vers 23 (Altes Testament) wird Elija erstmals als kommender Prophet erwähnt: „Bevor aber der Tag des HERRN kommt, der große und furchtbare Tag, seht, da sende ich zu euch den Propheten Elija. Er wird das Herz der Väter wieder den Söhnen zuwenden und das Herz der Söhne ihren Vätern, damit ich nicht komme und das Land schlage mit Bann.“ Mal 3,23–24 

In 1 Kön 17  wird Elija erstmals erwähnt als Prophet, der eine Dürre für das ganze Land ankündet. Da das Nordreich damals dem Baal von Tyros diente, ist dies eine Kampfansage an diesen Gott, der als Herrscher über Regen und Fruchtbarkeit galt. Insgesamt soll die Dürre drei Jahre und sechs Monate gedauert haben (vgl. Jak 5,17 ). 

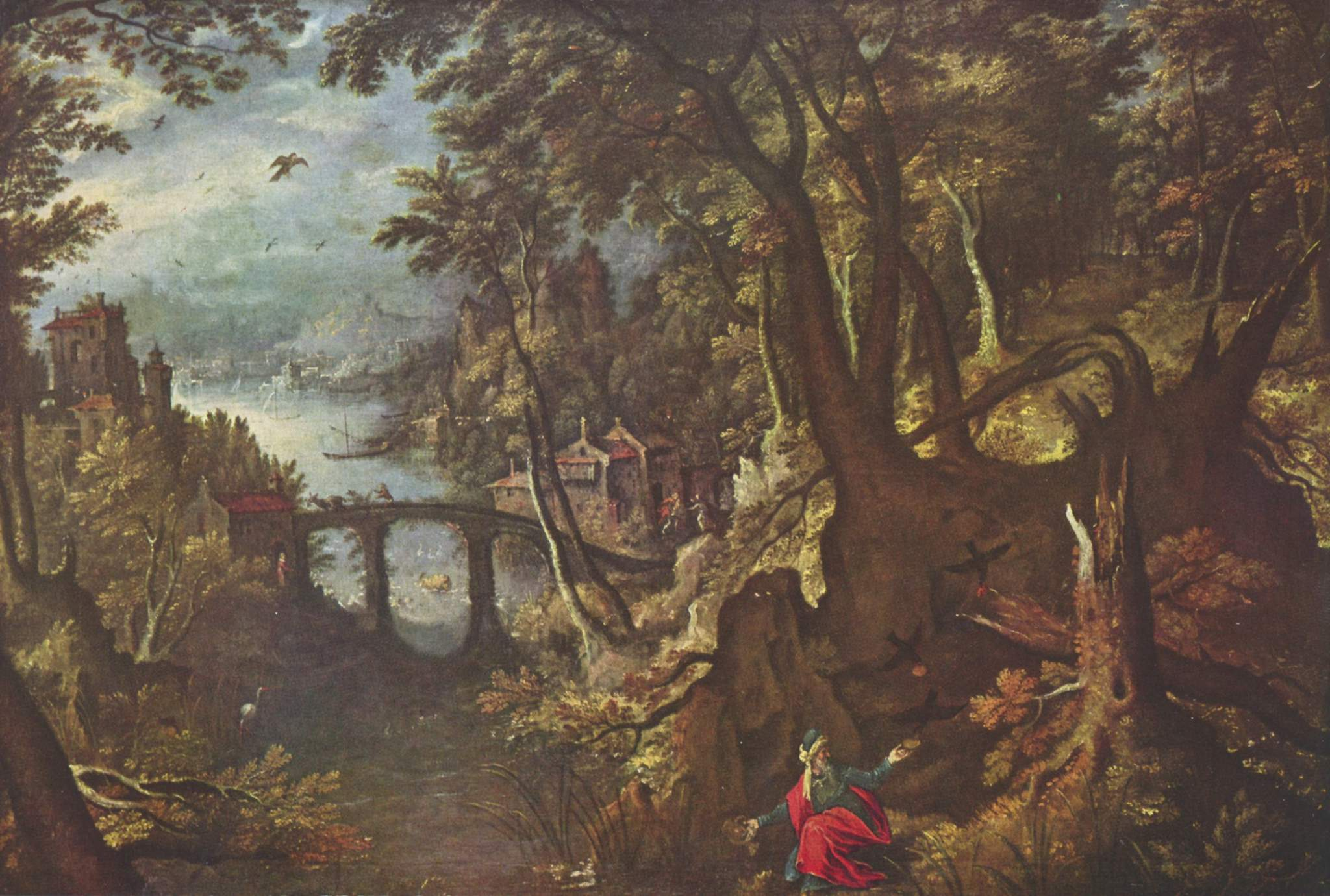
Elija wird vom Raben ernährt (Gillis van Coninxloo, Ende 16. Jahrhundert)

 Elija wandert in dieser Zeit in das Wildbachtal Kerith, das östlich des Jordans liegt. Hier wird er auf wundersame Weise durch Raben ernährt. Die Dürre erreicht das Wildbachtal Kerith und Elija wandert nach Zarephath/Sarepta, „das zu Sidon gehört“ (Vers 9) und im heutigen Libanon lag. Elija kehrt bei einer Witwe ein, die ihre letzte Ration Mehl und Öl zubereitet. Er wird bewirtet, und durch Gottes Segen wird der Vorrat immer wieder aufgefüllt. Während Elijas Aufenthalt bei der Witwe stirbt ihr Sohn. Durch ein Wunder erweckt ihn Elija von den Toten.
König Ahab lässt überall nach dem Propheten suchen und will Elija umbringen lassen. Schließlich wird Elija angewiesen, sich Ahab zu zeigen. Beide geben sich gegenseitig die Schuld an der Dürre (1 Kön 18,17ff. ):

„Und als Ahab Elija sah, sprach Ahab zu ihm: Bist du nun da, der Israel ins Unglück stürzt? Er aber sprach: Nicht ich stürze Israel ins Unglück, sondern du und deines Vaters Haus dadurch, dass ihr des HERRN Gebote verlassen habt, und wandelt den Baalen nach.“

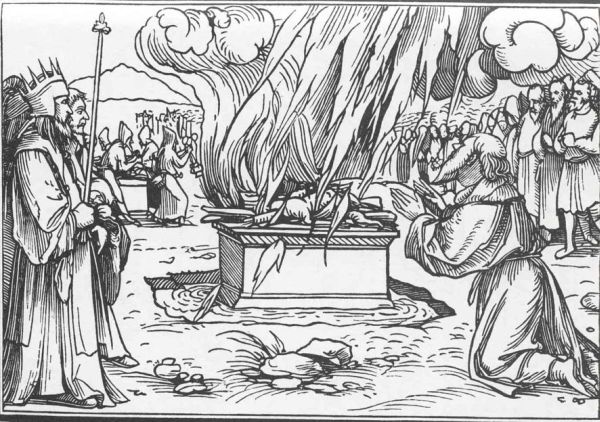
Probe auf dem Karmel – Das Feuer JHWHs gegen die Baalspropheten (Hans Holbein der Jüngere, 1497–1543)

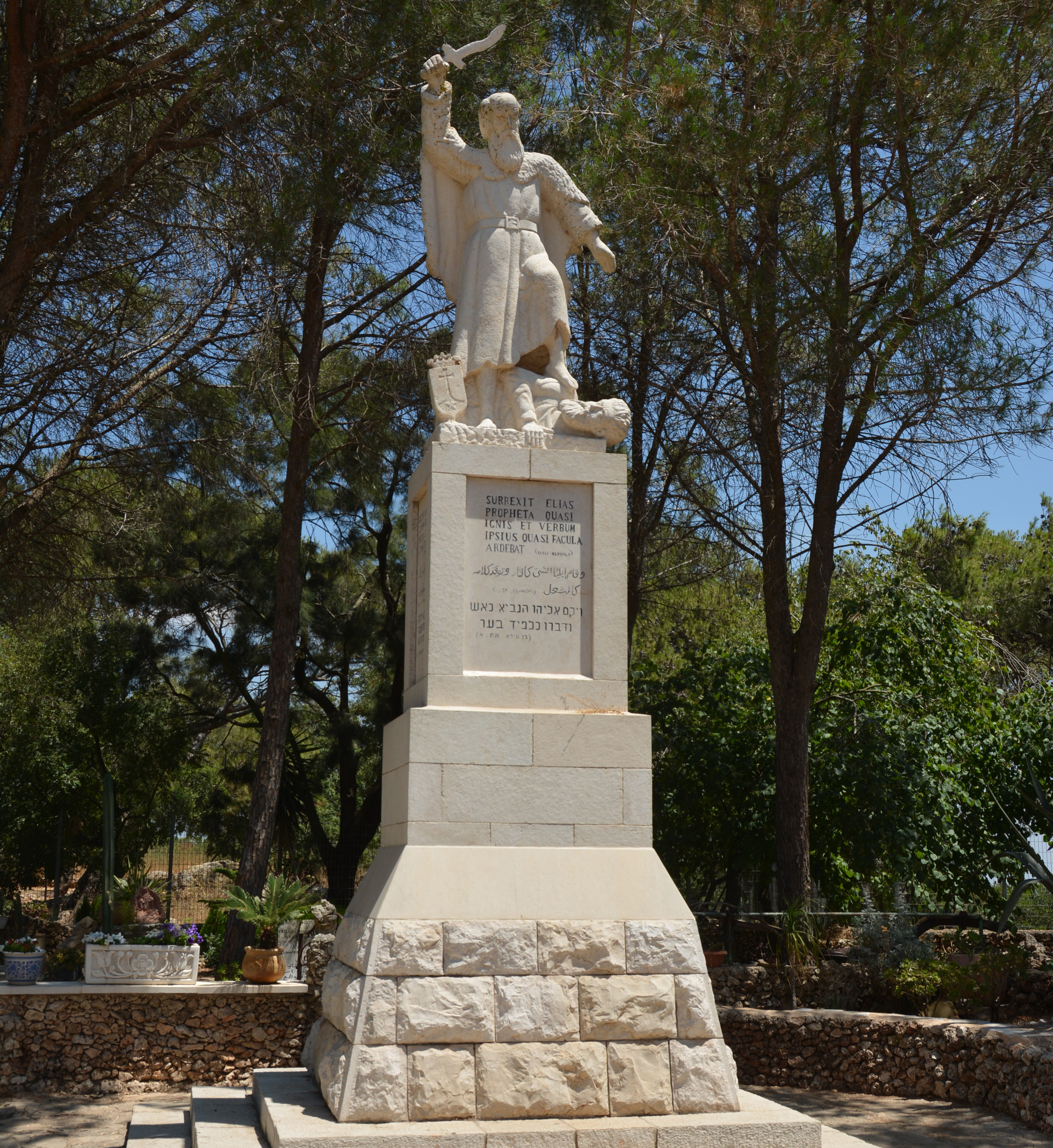
Elija-Statue auf dem Berg Karmel im Norden Israels

Es kommt zur Machtprobe auf dem Berg Karmel. Elija lässt durch Ahab das Volk, die 450 Baalspropheten und die 400 Propheten des Heiligen Pfahls der Aschera versammeln. Jeweils ein Stier soll von den Vertretern der verschiedenen Glaubensrichtungen zerteilt, auf Holz gelegt und das Feuer vom Gott der jeweiligen Propheten entfacht werden. Elija schlägt diese Probe vor, um den wahren Gott zu ermitteln, und das Volk ist damit einverstanden. Die Propheten des Baal beten bis zum Mittag, schneiden sich sogar nach ihren Ritualen ins eigene Fleisch, während Elija sie verspottet.
Elija selber lässt sein Opfer mit sehr viel Wasser übergießen, er füllt den selbstgezogenen Graben des von ihm wiederaufgebauten Altars mit zwölf Krügen Wasser. Elija betet einmal zu JHWH, und Feuer vom Himmel verzehrt das Opfer, das Holz, die Steine, die Erde und das Wasser. Das Volk erkennt nun, dass die Baalspropheten nichts als Scharlatane sind. (1 Kön 18,37–39 ):

„37Erhöre mich, Herr, erhöre mich! Dieses Volk soll erkennen, dass du, Herr, der wahre Gott bist und dass du sein Herz zur Umkehr wendest. 38Da kam das Feuer des HERRN herab und verzehrte das Brandopfer, das Holz, die Steine und die Erde. Auch das Wasser im Graben leckte es auf.39Das ganze Volk sah es, warf sich auf das Angesicht nieder und rief: JHWH ist Gott, JHWH ist Gott!“

Elija tötet alle 450 Baalspropheten am Bach Kischon (1 Kön 18,40 ). Daraufhin setzt der Regen wieder ein und die Dürre ist beendet. Die vierhundert Propheten der Aschera werden an dieser Stelle nicht mehr erwähnt.
Elija muss nach dieser Machtprobe aus Israel fliehen, da die Königin Isebel ihn hinrichten lassen will. Er flieht nach Be’er Scheva im Süden Judas. Dann flieht er in die Wildnis und ist bedrückt. Ein Engel bittet ihn, zum Berg Horeb zu reisen. Nach einigen Machtdemonstrationen, bei denen JHWH sich aber nicht zeigt, offenbart er sich Elija in einem „sanften Säuseln“. JHWH ermutigt Elija durch die Nachricht, dass es in Israel 7000 Anbeter JHWHs gebe, die nicht Baal dienten. JHWH schickt ihn zurück, und er soll drei Männer salben, um eine besondere Aufgabe für JHWH zu vollbringen: Hasael soll König von Syrien werden, Jehu König von Israel und Elischa der Nachfolger von Elija.
Nachdem Elija diese Aufgaben ausgeführt hat, begegnet er König Ahab noch einmal und prophezeit seinen Tod. Ahab hatte sich mit Hilfe seiner Frau Isebel am Grundbesitz des einfachen Israeliten Nabot vergriffen. König Ahab stirbt drei Jahre danach. Königin Isebel soll dasselbe Schicksal erleiden und wird 15 Jahre später durch König Jehu hingerichtet. Der Sohn Ahabs, Ahasja, wird bei einem Unfall verletzt und befragt Baal-Sebub, den Gott von Ekron, über sein Schicksal. Daraufhin beauftragt JHWH Elija, Ahasja mitzuteilen, dass er sterben wird, weil er sich an einen fremden Gott und nicht an JHWH, den Gott für Israel, gewandt hat. Ahasja will ihn daraufhin gefangen nehmen und sendet eine militärische Einheit von 50 Mann. Diese und noch eine weitere wird von Gott durch Feuer vernichtet. Erst die dritte Einheit darf am Leben bleiben, weil deren Hauptmann Elija um sein Leben anfleht.
Nach 2 Kön 2,1–18  wird Elija durch einen feurigen Wagen mit feurigen Rossen von seinem Nachfolger Elischa getrennt und in einem Sturmwind zum Himmel entrückt, ohne dass sein Tod oder die Trauer seines Nachfolgers Elischa erwähnt wird. Zuvor hatte Elija dem König Joram von Juda einen Brief mit einer Gerichtsbotschaft geschrieben. Darum entstand im Judentum früh der Glaube, Elija sei nicht gestorben, sondern lebend in den Himmel aufgenommen worden (siehe auch Henoch). Er gilt seither als der wichtigste Prophet nach Mose. Der Prophet Maleachi kündigt die Wiederkunft Elijas als Wegbereiter des Messias an. Nach Mal 3,23–24  wird Elija noch vor dem kommenden Gerichtstag Gottes ganz Israel zur Umkehr zu Gott und seinen Geboten sowie zur Versöhnung untereinander bewegen. Die Berichte der Evangelien belegen, dass um die Zeitenwende während der römischen Besatzung die Erwartung des Messias und die Elijaerwartung besonders ausgeprägt waren.
Im Judentum spielt diese Erwartung heute noch eine Rolle. Elija gilt hier vor allem als Symbol für Standhaftigkeit in Zeiten von Unterdrückung und Götzenanbetung. So wird an Pessach bis heute seine Ankunft auf der Erde symbolisch dargestellt. Die Haggada für Pessach hat folgende Handlungen tradiert: Bei jedem Sederabend, in den Abschnitten Barech und Hallel, wird ein weiterer Becher für Elija aufgestellt und gefüllt. Kommt es zur Leerung seines Bechers, wird die Wohnungstüre geöffnet, damit er hereintreten könne. Es wird ein Lobgebet (Hallel=Psalmen 113–118) gesprochen und die Tür wird wieder verschlossen. Die symbolische Bedeutung Elijas kommt in einigen Passagen des Seders zum Ausdruck.
Da Elija vor seinem Tod entrückt wurde, tritt er in der jüdischen Tradition immer wieder als Mittler zwischen Gott und den Menschen auf und seine Wiederkunft als Vorläufer des Messias wird erwartet.

## Neues Testament

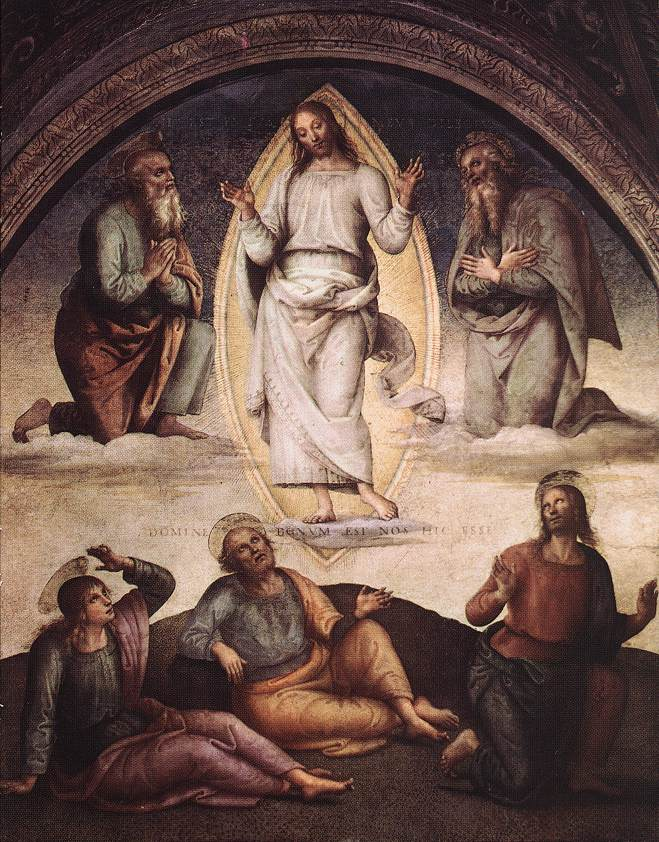
Verklärung Jesu auf dem Berg Tabor, mit den Propheten Elija und Mose

Die Erwartung der Wiederkunft Elijas zeigt auch das Neue Testament. Manche Juden sahen in Jesus von Nazaret zu dessen Lebzeiten den wiedergekommenen Elija (Mk 8,28 ; Mt 11,13ff. 17,11ff. ), vermutlich weil einige der Heiltaten Jesu den in der Bibel überlieferten Wundertaten Elijas und Elischas ähnelten. Die Berichte von Totenerweckungen Jesu (Lk 7,11–17 ; Joh 11,32–44 ) wurden im Neuen Testament literarisch als deren Überbietung stilisiert. Bei der Kreuzigung Christi missverstanden einige dabeistehende Juden seinen aramäischen Schrei nach Ps 22,2  als Ruf nach Rettung durch Elija (Mk 15,34f. ), der als Anwalt ungerecht verurteilter Juden galt.
Viele Urchristen dagegen sahen wahrscheinlich im Anschluss an Jesus (Lk 4,25–27 ) Johannes den Täufer als den wiedergekommenen Elija, der dem Messias den Weg bereitet habe. Dieser Glaube prägte auch die lukanischen Berichte zu Johannes dem Täufer, indem der Erzengel Gabriel seinem Vater Zacharias diese Identität seines künftigen Sohnes enthüllt (Lk 1,11–17 ). Nicht alle Urchristen teilten diesen Glauben, denn nach Joh 1,21  verneinte Johannes, der wiedergekehrte Elija zu sein. Jedoch erklärt Jesus selbst, dass Johannes der Täufer der Elija sei (Mt 11,14 ; Mt 17,10–13 ), der der Vorhersage nach (Mal 3,23 ) nochmals als Wegbereiter des Herrn auf die Erde kommen soll.
Die Karmeliten verehren Elija als Mitbegründer des Ordens. Daher findet man ihn häufig in der Gruppe der Ordensstifter dargestellt, auch in Rom im Petersdom.

## Koran
Im Koran heißt dieser Prophet Ilyās (إلياس), in der arabischen Bibelübersetzung Īliyā (إيليا). Er wird in zwei koranischen Suren erwähnt. In Sure 6:85  wird der Prophet in einer Reihe von „Rechtschaffenen“ genannt:

„Den Zacharias, Johannes, Jesus und Elias (haben wir rechtgeleitet) – jeder (von ihnen) gehört zu den Rechtschaffenen.“

Der Gedanke der Rechtschaffenheit wird in Sure 37:123–132  wieder aufgenommen. Zudem wird hier in direkter Rede Gottes von der Konfrontation mit den Baalsverehrern erzählt:

„Auch Elias war [ist] wirklich einer der [von Gott] Gesandten. Als er zu seinen Leuten sagte: ‚Wollt ihr [denn] nicht gottesfürchtig sein? Wollt ihr [denn] zu Baal beten und [dafür] den besten Schöpfer [den man sich denken kann] aufgeben, [den einen] Gott, euren Herrn und den Herrn eurer Vorväter?‘ Da ziehen sie ihn der Lüge. […] Und wir hinterließen ihm [als Vermächtnis] unter den späteren [Generationen] den Segenswunsch: ‚Heil sei über Ellas!‘ So vergelten wir denen, die fromm sind. Er ist [einer] von unseren gläubigen Dienern.“

## Bahaitum
Anhänger des Bahaitums glauben, Elija sei 1844 in Schiras, in Iran, als Bāb zurückgekehrt. Jedoch verstehen sie dies nicht als körperliche Wiederkehr. Sie sehen vielmehr im Bāb denselben Geist, von dem Elija (wie auch Johannes der Täufer) erfüllt gewesen sei. Die sterblichen Überreste des Bāb wurden auf dem Berg Karmel beigesetzt, auf dem Elija seine Auseinandersetzung mit den Propheten des Baal hatte.

## Verehrung und Brauchtum
In der römisch-katholischen Kirche und den orthodoxen Kirchen wird Elija als Heiliger verehrt. Sein Gedenktag in der Liturgie der römisch-katholischen, orthodoxen und armenischen Kirche sowie in der Lutherischen Kirche – Missouri-Synode ist der 20. Juli, in der koptischen Kirche der 1. Januar, in der syrisch-orthodoxen Kirche der 1. Februar. Verschiedene Eliaskirchen sind ihm geweiht.
- In der Raumschaft Vorderösterreichs wurde im 17. Jahrhundert der Kapuziner-Pater Stanislaus Saurbeck als „wortgewaltiger Prediger“, aufgrund seiner nachhaltigen Missionstätigkeit im Bregenzerwald und in der Abwehr der Schweden im Dreißigjährigen Krieg als „Elias seiner Zeit“ bezeichnet.[8]

- Die Kirche Jesu Christi der Heiligen der Letzten Tage glaubt, dass Elija 1836 zurückgekommen sei, um Joseph Smith zu treffen.

- Die biblische Perikope über Elija ist Thema des Oratoriums Elias von Felix Mendelssohn Bartholdy.

- Elija spielt auch in verschiedenen Brauchtümern eine Rolle. In Bulgarien und Serbien ist er als Elija der Donner bekannt und sein Gedenktag am 20. Juli soll sommerliche Stürme, Hagel, Regen und Donner mit sich bringen. Alte Dampflokomotiven wurden früher im Volksmund nach Elijas Himmelfahrt oft feuriger Elias genannt.

Üblicherweise wurden die jeweils höchsten Berge auf den griechischen Inseln nach Elija benannt (siehe Profitis Ilias).
- Der Indogermanist Otto Schrader berichtet, wie er am Eliastag 1907 in Namojewo in Karelien miterlebte, wie dem Heiligen im Stil eines archaischen heidnischen Opferrituals ein Hammel geschlachtet wurde, und schließt aus dieser Beobachtung und aus älteren ähnlichen Berichten, Elija sei an die Stelle eines ebenfalls in einem Wagen durch die Luft fahrenden alten Gottes getreten.

## Ikonographie

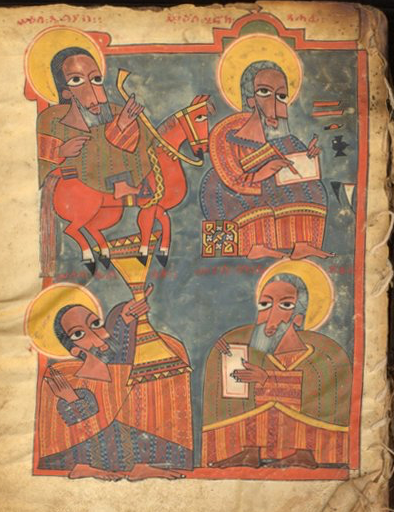
Darstellung Elijas (links oben) in der altäthiopischen Henoch-Handschrift Gunda Gunde 151. Elija reitet auf einem Pferd (Anspielung an 2 Kön 2,12) und überlässt Elischa (darunter dargestellt) den Mantel. Rechts daneben sind Henoch (oben) und Esra (unten) dargestellt.

Die Bedeutung des Elija für die jüdische Religiosität kommt in den frühen Fresken der Synagoge von Dura Europos (Syrien, 245–256 n. Chr.) zum Ausdruck. Auch in vielen Drucken und Bilderhandschriften der Haggada ist der Prophet dargestellt.
Das Auftreten des Elija in der christlichen Bilderwelt hat durchweg typologische Bedeutung, verweist also mit der alttestamentlichen Vorausdeutung auf ein neutestamentliches Ereignis. So ist die schon in der byzantinischen Kunst thematisierte Himmelfahrt des Elija eine Präfiguration der Himmelfahrt Christi. Auch das Erscheinen des Mose und des Elija bei der Verklärung Christi steht für diesen Sinnbezug. Vom 13. Jahrhundert an werden in typologischen Kompendien (Armenbibel, Heilsspiegel, Concordantia veteris et novi testamenti, Bible moralisée) entsprechende Gegenüberstellungen reihenweise verbildlicht, etwa
- Elijas Ölwunder für die Witwe von Sarepta – die wundersame Brotvermehrung
- Erweckung des Sohnes der Witwe – Erweckung des Sohnes einer Witwe (des Jünglings von Nain)
- Isebel fordert den Tod des Elija – Christus vor Pilatus

Die nachmittelalterliche europäische Kunst entwickelte die Elija-Ikonographie kaum weiter und beschränkte sich auf vereinzelte Darstellungen moralisierender, allegorischer oder emblematischer Art.
In der äthiopischen Buchmalerei wird Elija häufig neben Henoch dargestellt, der einzigen weiteren Person, deren Himmelfahrt im Alten Testament beschrieben ist, so in der Handschrift Gunda Gunde 151 aus dem 16. Jahrhundert. Die Darstellung, die auch die Übergabe des Prophetenamtes an Elischa durch Überlassung des Prophetenmantels einschließt, verzichtet gänzlich auf christliche Typologie.
Aus der niederländischen Malerei des 16. und 17. Jahrhunderts ist eine größere Anzahl von Gemälden mit szenischen Darstellungen dieses Themas bekannt.

## Varia

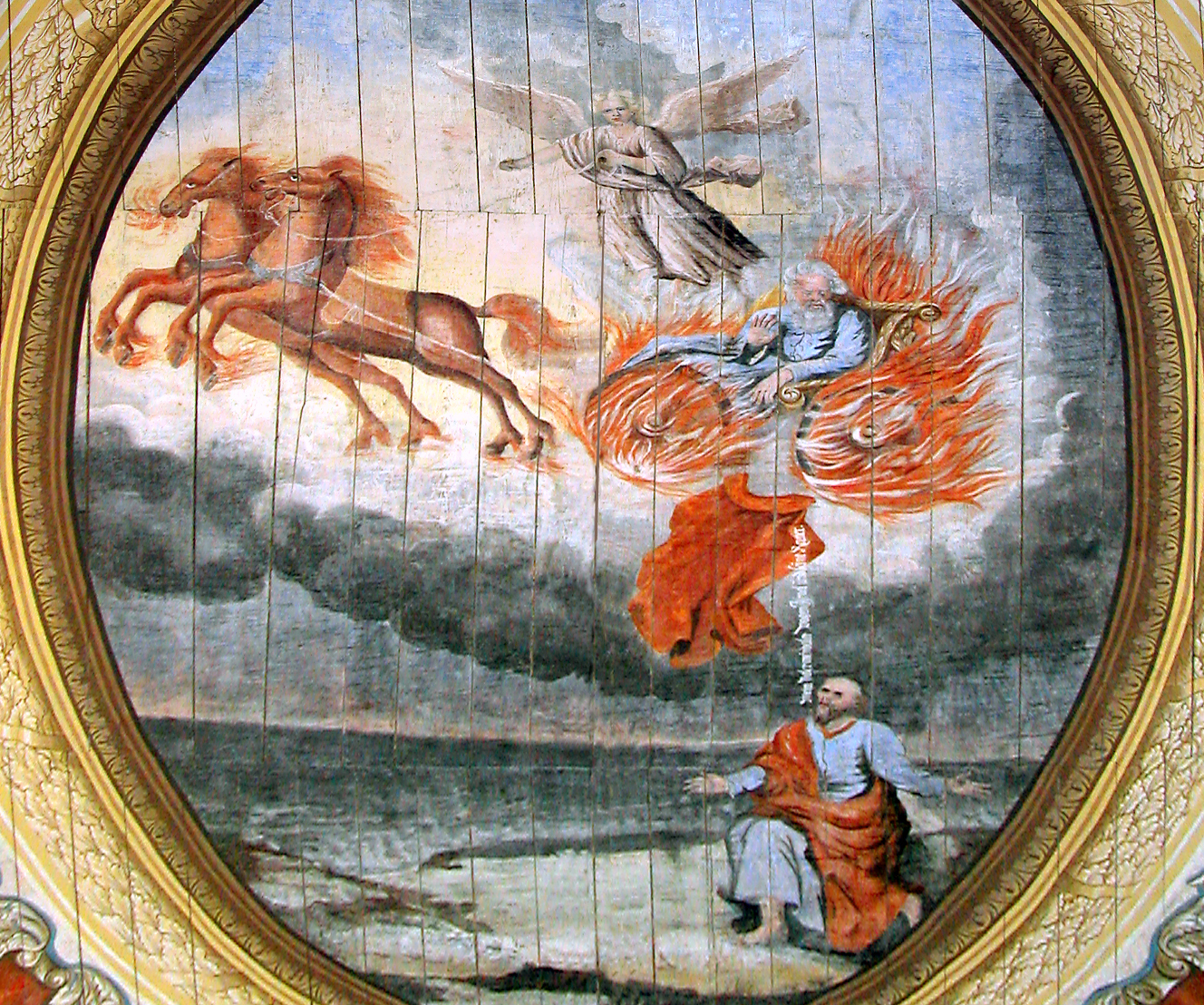
Deckengemälde „Himmelfahrt des Elia“ von 1701 in der Stadtkirche Trebsen

- In der Stadtkirche Trebsen gibt es ein ovales, großformatiges Deckengemälde aus dem Jahr 1701, das die Himmelfahrt des Elia zeigt.